# Parklek

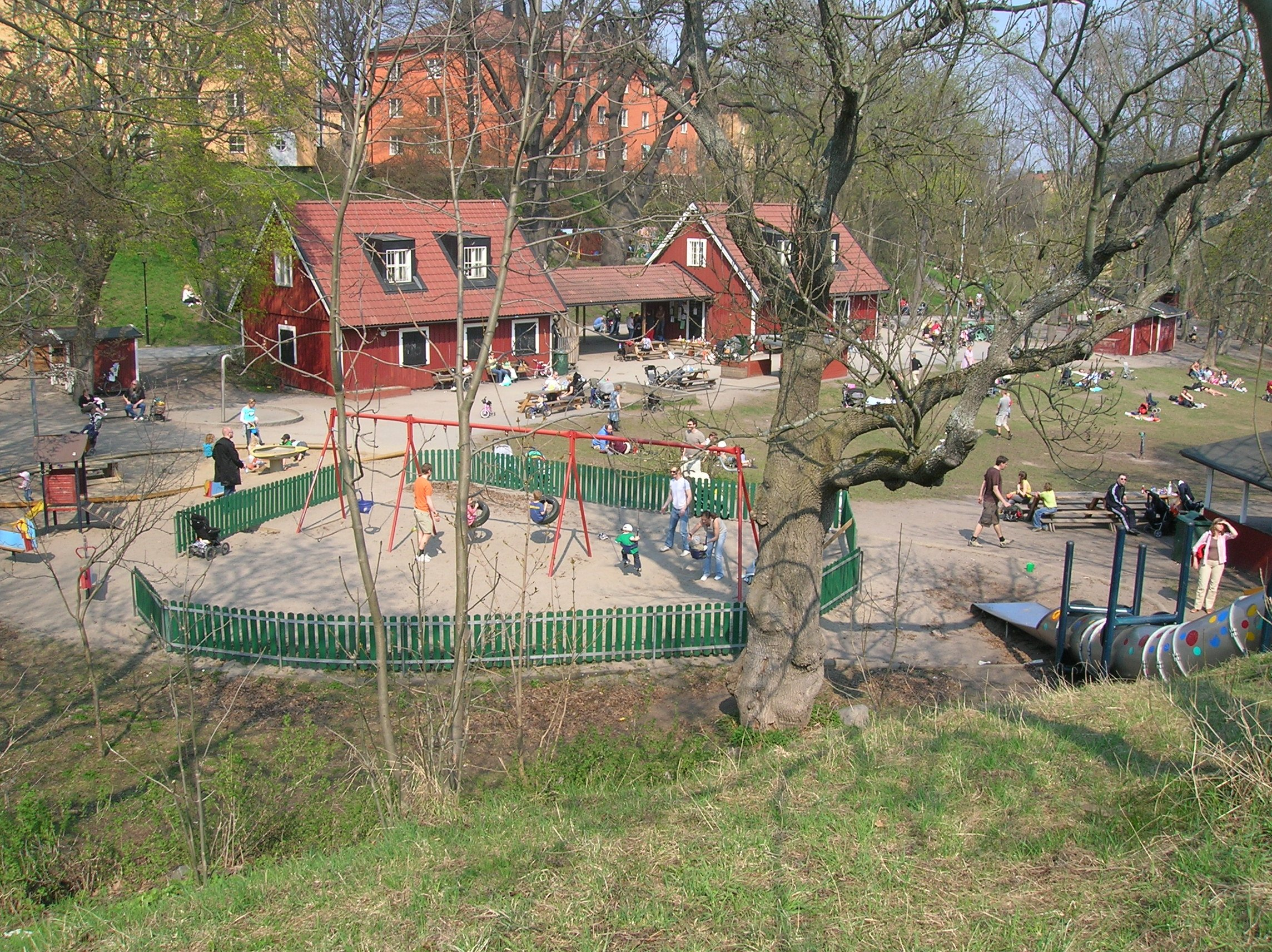
En parklek i Stockholm.

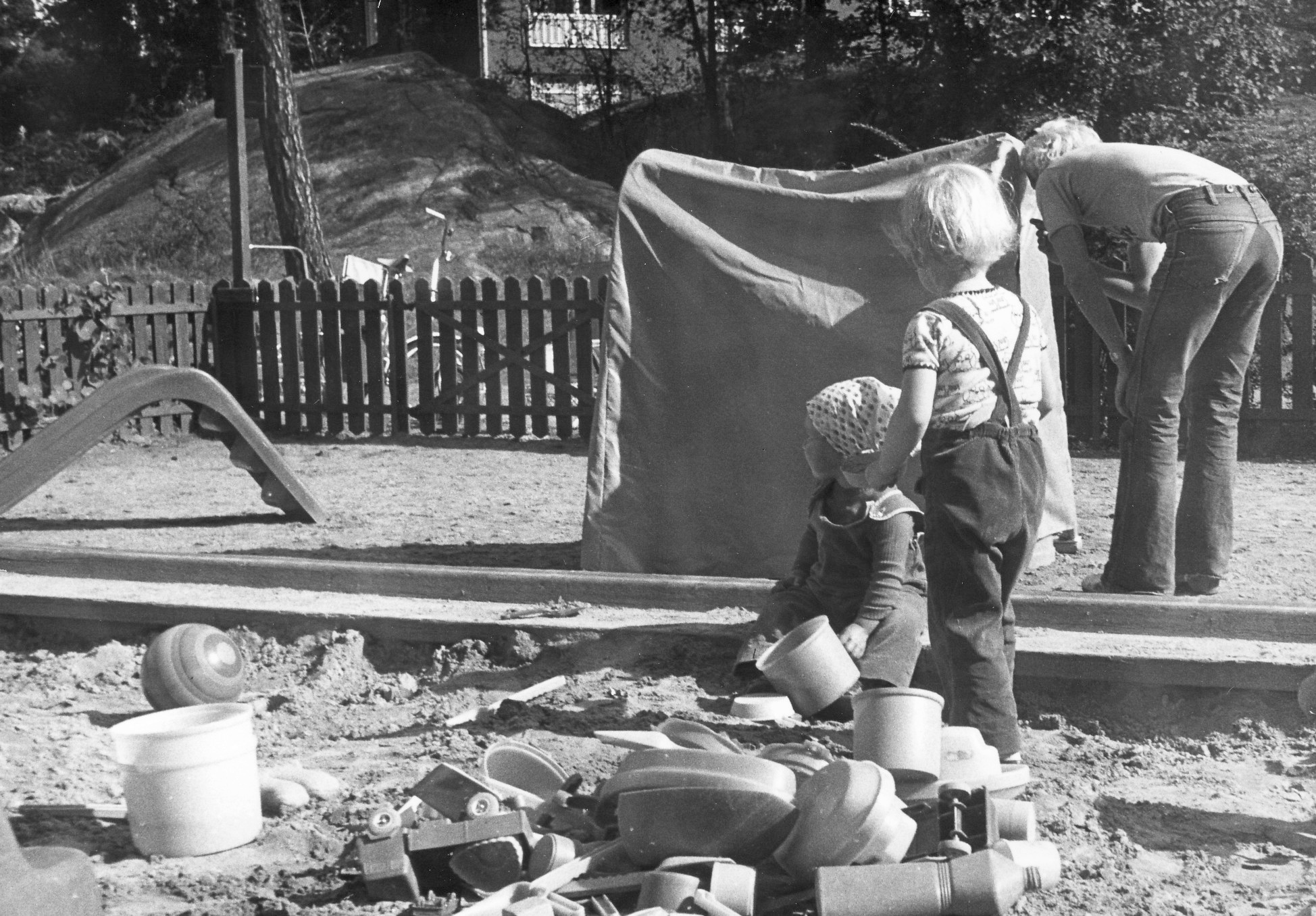
En parklek på 1970-talet i Skarpnäck.

En parklek är en av utbildad personal bemannad lekplats, ofta i en park. Om en parklek övergår till att vara obemannad, kallas den fortfarande ofta för en parklek.

## Historik
De första parklekarna i Sverige startades som välgörenhet. Den allra första var förmodligen i Norrköping, där en parklek öppnades 1914 på initiativ av Maria Moberg (som tillsammans med systern Ellen också startade landets första lekskola – Kindergarten – redan 1899).
Den första större satsningen på parklekar kom två år senare, 1916, i Stockholm. Journalisten Gerda Marcus såg hur många barn sprang omkring på stans gårdar och gator medan föräldrarna arbetade, och hur de blev lätta byten för vuxna som utnyttjar barn. Ett av hennes sociala projekt på Svenska Dagbladet blev att tidningen startade parklek med anställda parktanter i Vasaparken. Redan första dagen, den 14 maj 1916, samlades 100 småbarn i parkleken.
Med hjälp av läsarnas bidrag startade Svenska Dagbladet samma sommar liknande verksamheter på Kungsholmen, i Tantolunden, Vitabergsparken och flera andra parker i Stockholm. I maj varje år följde Gerda Marcus sedan upp satsningen med fortsatta artiklar, och skrev bland annat också om parklekar i Malmö och Norrköping.
Den moderna parkleken, med kommunalt anställd personal, introducerades i Stockholm av stadsträdgårdsmästaren Osvald Almqvist. Första Parkleken provades 1936 i Observatorielunden och i Björns trädgård med stor framgång och redan två år senare fanns Parkleken i ytterligare 14 parker i Stockholm. Under Almqvists och särskilt Holger Bloms och Erik Glemmes tid tillkom allt fler bemannade lekplatser, alltså lek under uppsikt av skolad personal, som inte skulle bevaka barnen utan stimulera dem. 
Från och med 1940 omfattade Parkleken även vinterhalvåret. 1970 hade Parkleken i Stockholm 142 fast anställda lekledare och totalt 385 medarbetare.
I många kommuner ställde man ut specialbyggda hus med leksaker som, då parkleken var bemannad, lånades ut till besökare.
År 1980 fanns som mest 200 bemannade parklekar i Stockholm. Två av tre parklekar har lagts ned sedan dess och år 2008 fanns bara 54 stycken kvar. Fram till 1980-talet skulle varje barn i Stockholm ha maximalt 50 meter från porten till en småbarnslekplats och 500 meter till en bemannad parklek. Avståndsregeln 500 meter är numera ändrad till 1 000 meter.